# Amara (piosenkarka)
Amara, właśc. Tuwuh Adijatitesih Amaranggana (ur. 8 lipca 1975 w Dżakarcie) – indonezyjska aktorka, modelka i piosenkarka.

## Dyskografia

### Albumy
| Rok  | Nazwa albumu         |
| ---- | -------------------- |
| 1996 | Bila Kuingat         |
| 1997 | Jangan Kau Henti     |
| 1998 | Bintang              |
| 1998 | Takkan Habis Cintaku |
| 1999 | Aku                  |
| 2005 | Syukur               |
| 2005 | Indonesia Raya       |
| 2015 | Good Time            |

## Filmografia

### Filmy
- 2006: Misi: 1511
- 2015: Tiger Boy jako Ibu Citra